# Opsites
Opsites di Lazica (in georgiano ოფსიტე?; fl. 530) fu, secondo alcune fonti, re di Lazica da una data sconosciuta, sicuramente però posteriore all'anno 527, fino a una data precedente al 541.

## Biografia

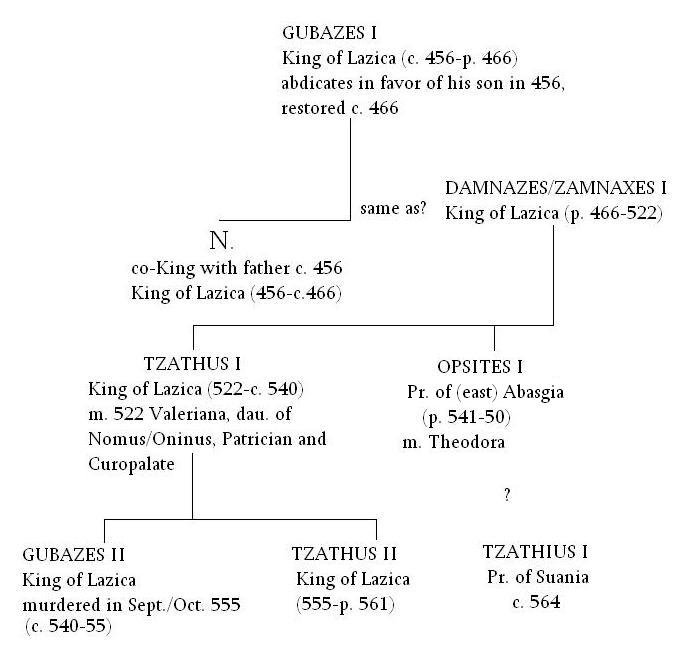
Un possibile albero genealogico della famiglia reale laza redatto da Cyril Leo Toumanoff

Le informazioni che ci sono pervenute circa questo sovrano sono molto poche e provengono tutte dal noto storico bizantino del VI secolo Procopio di Cesarea che, nel suo De bellis, menziona Opsites due volte nel suo resoconto degli eventi correlati alla guerra lazica, combattuta dal 541 al 562 tra l'Impero bizantino e quello Sasanide per il controllo della regione della Lazica, corrispondente grossomodo all'odierna Georgia.
In un passaggio, Procopio sottolinea la parentela tra Opsites e il re lazo impegnato nella guerra lazica, ossia Gubazes II, affermando che ne fosse lo zio e indicandolo direttamente come re dei Lazi: "Nabede", un comandante persiano, "coll'esercito messo ivi piede nulla operò da ricordarsi, eccetto che fatto alto intra gli Abasgi ribelli dai Romani e dai Lazj nebbe sessanta statichi, prole degli ottimati loro. Di più nell'Apsilia avvenutosi a Teodora moglie di Opsite avo di Gubaze ed in altri tempi re de Lazj, se ne impossessò per mero accidente e condussela in Persia. Era costei di romana schiatta, conciossiachè già da pezza i re di colà mandando ambasceria in Bizanzio soleano imparentarsi coll'ordine dei senatori, dalle famiglie loro scegliendo le spose;".
Più avanti nell'opera di Procopio, Opsites viene indicato come principe della parte orientale dell'Abcasia, regione sita a nord della Lazica, a capo di cui fu messo dopo il rifiuto degli abcasi di accettare la sovranità bizantina nel 550. Egli guidò quindi gli abcasi contro le truppe bizantine comandate da Giovanni Guzes e Uligago, i quali però sconfissero i ribelli e catturarono il loro forte di Trachea. Opsites trovò quindi rifugio presso i Sabiri del Caucaso, ma la sua famiglia fu fatta prigioniera. 
Nella storiografia moderna esistono dubbi sia sul fatto che i due Opsites narrati in questi due passaggi siano la stessa persona, sia sul fatto che l'indicazione di Opsites come re dei Lazi data da Procopio sia corretta. Se Opsites fosse salito al trono del regno di Lazica, ciò sarebbe dovuto accadere prima dell'anno 541, in cui il regno era certamente guidato da Gubazes II, e dopo l'anno 527, anno in cui sul trono sedeva certamente Tzath I, forse fratello di Opsites. Il noto storico e genealogista russo Cyril Leo Toumanoff, ad esempio, ha più volte affermato di ritenere che i due Opsites citati da Procopio siano la stessa persona, che però non sarebbe stata altro che un membro della famiglia reale laza, nonché principe di Abcasia, senza tuttavia mai assurgere allo stato di re, e di ritenere quindi che il regno di Tzath sia durato all'incirca fino al 540, anno in cui salì al trono Gubazes II, probabilmente figlio dello stesso Tzath.